# Maria Steenmetz
Maria Elizabeth Steenmetz (Amsterdam, 4 marzo 1957) è un'ex cestista olandese.

## Carriera
Con i Paesi Bassi ha disputato tre edizioni dei Campionati europei (1976, 1978, 1983).